# Giraldo
Giraldo este un municipiu din departamentul Antioquia, Columbia.